# Ecaterina Szabo
Ecaterina Szabo, po mężu Tamas, węg. Katalin Szabó (ur. 22 stycznia 1966 w Zagonie) – rumuńska gimnastyczka sportowa pochodzenia węgierskiego. Czterokrotna mistrzyni i wicemistrzyni olimpijska z Los Angeles (1984), multimedalistka mistrzostw świata i Europy.
Jej rodzice byli Węgrami, przez co jej pierwszym językiem był węgierski. Jej imię Katalina zostało zmienione na Ecaterina przez ówczesny rząd komunistycznej Rumunii, aby ukryć jej węgierskie pochodzenie. Języka rumuńskiego nauczyła się po rozpoczęciu treningów gimnastycznych. Rozpoczęła naukę gimnastyki w 1973 roku, zaś 1980 roku została mistrzynią Europy juniorów w wieloboju indywidualnym. cztery lata później obroniła ten tytuł jako pierwsza gimnastyczka w historii. W latach 1983–1987 startowała w zawodach seniorów. Na igrzyskach olimpijskich w Los Angeles po zdobyciu trzech indywidualnych złotych medalach nie awansowała do finału w ćwiczeniach na poręczach przez co przegrała z Amerykanką Mary Lou Retton w walce o złoty medal w wieloboju indywidualnym zdobywając srebro. Jej piątym, a zarazem czwartym złotym medalem olimpijskim był ten w wieloboju drużynowym. Podczas ćwiczeń wolnych na zawodach olimpijskich wykonała perfekcyjny program dowolny bez rozgrzewki. Po zakończeniu kariery w 1987 roku ukończyła studia wychowania fizycznego i została trenerką gimnastyki sportowej. Jedną z jej podopiecznych była Maria Olaru. W 1991 roku wyszła za mąż za rumuńskiego kajakarza Christiana Tamasa i urodziła dwóch synów. Przeprowadzili się do Francji, gdzie Szabo kontynuowała karierę trenerską.
W 2000 roku Szabo została uhonorowana w Międzynarodowej Galerii Sław Gimnastyki Sportowej.

## Osiągnięcia
| Rok                   | Zawody                | Konkurencja           | Konkurencja           | Konkurencja           | Konkurencja           | Konkurencja           | Konkurencja           |
| Rok                   | Zawody                | VT                    | UB                    | BB                    | FX                    | AA                    | Team                  |
| Zawody międzynarodowe | Zawody międzynarodowe | Zawody międzynarodowe | Zawody międzynarodowe | Zawody międzynarodowe | Zawody międzynarodowe | Zawody międzynarodowe | Zawody międzynarodowe |
| --------------------- | --------------------- | --------------------- | --------------------- | --------------------- | --------------------- | --------------------- | --------------------- |
| 1983                  | Mistrzostwa Europy    | 2                     | 1                     |                       | 1                     | 3                     | NO                    |
| 1983                  | Mistrzostwa świata    | 2                     | 2                     |                       | 1                     | 3                     | 2                     |
| 1984                  | Igrzyska olimpijskie  | 1                     | 13T QR                | 1                     | 1                     | 2                     | 1                     |
| 1985                  | Mistrzostwa świata    |                       | 6                     | 2                     | 4                     | 5                     | 2                     |
| 1987                  | Mistrzostwa świata    |                       |                       | 3                     |                       | 14                    | 1                     |

## Wybrane nagrody
- Międzynarodowa Galeria Sław Gimnastyki Sportowej – 2000